# Ле Шателье, Анри Луи
Анри Луи Ле Шателье́ (фр. Henri Louis Le Chatelier; 8 октября 1850, Париж — 17 сентября 1936, Мирибель-лез-Эшель) — французский физик и химик.
Член Парижской академии наук (1907), иностранный член Лондонского королевского общества (1913), иностранный член-корреспондент Петербургской академии наук (1913) и иностранный почётный член Академии наук СССР (1926).

## Биография
Его отец, горный инженер Луи Ле Шателье, принимавший участие в строительстве французских железных дорог, с раннего возраста прививал сыну любовь к наукам. Ле Шателье учился в колледже Роллан в Париже, Политехнической школе и Высшей горной школе. Одновременно он работал в лаборатории А. Э. Сент-Клер Девиля и слушал лекции в Коллеж де Франс. Кроме естественных наук, Ле Шателье с увлечением занимался вопросами религии и древними языками. После окончания горной школы Ле Шателье работал горным инженером в Алжире и Безансоне. С 1877 по 1919 год Ле Шателье был профессором Парижской Высшей горной школы, где преподавал общую и техническую химию. Он был также профессором кафедры общей химии в Коллеж де Франс (1898—1907), профессором Парижского университета (1907—1925).

## Научная деятельность
Большинство работ Ле Шателье посвящены прикладным проблемам; он был одним из первых химиков, систематически проводившим фундаментальные исследования металлургических и химико-технологических процессов. С 1880 года Ле Шателье занимался проблемой обжига и затвердевания цемента; имевшиеся к тому времени исследования не позволяли объяснить протекание этих сложных процессов. На основе своих исследований он создал теорию затвердевания цемента, иначе называемой теорией «кристаллизации» (его монография «Кремнезём и силикаты» переведена на русский язык И. Ф. Пономарёвым, учёные в переписке обсуждали проблемы кристаллизации цемента). В 1881 году совместно с М. Бертло и Ф. Малларом он занялся исследованием процессов воспламенения, горения и взрыва. Эти исследования привели его к созданию оригинального способа определения теплоемкостей газов при высоких температурах. Изучая процессы, протекающие в доменных печах, и сталкиваясь с необходимостью измерения высоких температур, Ле Шателье в 1886 году разработал пирометр — оптический прибор, измеряющий температуру раскалённых тел по их цвету. Он также усовершенствовал методику исследования металлов и сплавов и создал металлографический микроскоп (1897), с помощью которого можно было изучать строение непрозрачных объектов.
В 1884 году Ле Шателье сформулировал принцип динамического равновесия, ныне носящий его имя (независимо от Ле Шателье этот принцип сформулировал в 1887 году К. Ф. Браун). Согласно этому принципу, система, находящаяся в состоянии устойчивого химического равновесия, при внешнем воздействии (изменении температуры, давления, концентрации реагирующих веществ и т. д.) стремится вернуться в состояние равновесия, компенсируя оказанное воздействие. Принцип Ле Шателье−Брауна используется для моделирования различных технологических процессов. В 1894 году он вывел уравнение, устанавливающее зависимость между растворимостью, температурой процесса и теплотой плавления вещества. Независимо от Ф. Габера в 1901 году Ле Шателье нашёл условия синтеза аммиака.
При активном участии Ле Шателье физическая химия и химическая технология превратились в самостоятельные, активно развивающиеся области науки. Ле Шателье был удостоен многих наград: в 1886 году он стал кавалером ордена Почётного легиона, в 1916 году получил медаль Дэви Лондонского королевского общества.